# Tachytrechus platypus
Tachytrechus platypus är en tvåvingeart som beskrevs av Octave Parent 1931. Tachytrechus platypus ingår i släktet Tachytrechus och familjen styltflugor.
Artens utbredningsområde är Peru. Inga underarter finns listade i Catalogue of Life.